# Morti nel 2024/Aprile
| Questa pagina contiene informazioni ricavate automaticamente dalle voci biografiche con l'ausilio del template Bio e di un bot. L'aggiornamento è periodico e automatico e ricostruisce completamente la pagina. Se manca una persona in questa lista, sei pregato di non aggiungerla, ma accertati piuttosto che la sua voce biografica contenga il template Bio e che i dati anagrafici siano correttamente compilati. Se il template Bio manca, inseriscilo tu stesso o, in alternativa, metti l'avviso {{tmp\|Bio}} che ne segnala la mancanza. Se i dati riportati sono sbagliati, correggi direttamente la voce biografica; le modifiche saranno visibili in questa lista entro pochi giorni. Per chiarimenti vedi il progetto biografie. La lista contiene solo le 193 persone che sono citate nell'enciclopedia e per le quali è stato implementato correttamente il template Bio. Pagina aggiornata al 2 ago 2025. |

- 1º aprile - Vontae Davis, giocatore di football americano statunitense (n. 1988)
- 1º aprile - Joe Flaherty, attore, doppiatore e conduttore televisivo statunitense (n. 1941)
- 1º aprile - Sami Michael, scrittore e attivista israeliano (n. 1926)
- 1º aprile - Alejandro Semenewicz, calciatore argentino (n. 1949)
- 1º aprile - Zdzisław Skrzeczkowski, cestista polacco (n. 1930)
- 1º aprile - Eduardo Zuleta, tennista ecuadoriano (n. 1935)
- 2 aprile - Jerry Abbott, cantautore e produttore discografico statunitense (n. 1942)
- 2 aprile - John Barth, scrittore statunitense (n. 1930)
- 2 aprile - Eugenio Bozzello Verole, politico italiano (n. 1928)
- 2 aprile - Chang Chao-Tang, fotografo e regista taiwanese (n. 1943)
- 2 aprile - Maryse Condé, scrittrice e giornalista francese (n. 1934)
- 2 aprile - Christopher Durang, attore, drammaturgo e sceneggiatore statunitense (n. 1949)
- 2 aprile - Göran Hagberg, calciatore svedese (n. 1947)
- 2 aprile - Tat'jana Konjuchova, attrice sovietica (n. 1931)
- 2 aprile - Gerhard Lohfink, teologo, filosofo e religioso tedesco (n. 1934)
- 2 aprile - Juan Vicente Pérez Mora, supercentenario venezuelano (n. 1909)
- 2 aprile - John Sinclair, poeta, attivista e cantante statunitense (n. 1941)
- 2 aprile - Notker Wolf, abate e musicista tedesco (n. 1940)
- 3 aprile - Renzo Barzizza, montatore, regista televisivo e produttore cinematografico italiano (n. 1935)
- 3 aprile - Veljko Bulajić, regista e sceneggiatore montenegrino (n. 1928)
- 3 aprile - Paolo Caccia, politico italiano (n. 1937)
- 3 aprile - Stefano Cherchi, fantino italiano (n. 2001)
- 3 aprile - Luke Fleurs, calciatore sudafricano (n. 2000)
- 3 aprile - Albert Heath, batterista statunitense (n. 1935)
- 3 aprile - Vitus Huonder, vescovo cattolico svizzero (n. 1942)
- 3 aprile - Sándor Müller, calciatore ungherese (n. 1949)
- 3 aprile - Simonetta Murru, politica, insegnante e sindacalista italiana (n. 1943)
- 3 aprile - Gaetano Pesce, scultore, designer e architetto italiano (n. 1939)
- 3 aprile - Adrian Schiller, attore britannico (n. 1964)
- 3 aprile - Vera Tschechowa, attrice e produttrice cinematografica tedesca (n. 1940)
- 4 aprile - Thomas John Gumbleton, vescovo cattolico statunitense (n. 1930)
- 4 aprile - Barış Küce, cestista turco (n. 1946)
- 4 aprile - Ivana Ramella, annunciatrice televisiva e conduttrice televisiva italiana (n. 1942)
- 4 aprile - Lynne Reid Banks, scrittrice britannica (n. 1929)
- 5 aprile - Mohammed Dionne, politico senegalese (n. 1959)
- 5 aprile - Angelo Donato, politico italiano (n. 1934)
- 5 aprile - C.J. Snare, cantante statunitense (n. 1959)
- 6 aprile - Ernesto Gómez Cruz, attore messicano (n. 1933)
- 6 aprile - Pat Hennen, pilota motociclistico statunitense (n. 1953)
- 6 aprile - Dickie Rooks, calciatore e allenatore di calcio inglese (n. 1940)
- 6 aprile - Italo Rota, architetto e designer italiano (n. 1953)
- 6 aprile - Ziraldo, fumettista, giornalista e scrittore brasiliano (n. 1932)
- 6 aprile - Dutty Dior, rapper e cantante norvegese (n. 1996)
- 7 aprile - Antonio Gargano, filologo, critico letterario e ispanista italiano (n. 1947)
- 7 aprile - Clarence "Frogman" Henry, pianista e cantante statunitense (n. 1937)
- 7 aprile - Joe Kinnear, calciatore e allenatore di calcio irlandese (n. 1946)
- 7 aprile - Francesco Providenti, magistrato e politico italiano (n. 1935)
- 7 aprile - Lori e George Schappell, cantante statunitense (n. 1961)
- 8 aprile - José Antonio Ardanza, politico spagnolo (n. 1941)
- 8 aprile - André Boniface, rugbista a 15 e allenatore di rugby a 15 francese (n. 1934)
- 8 aprile - Aleksej Catevič, ciclista su strada russo (n. 1989)
- 8 aprile - Jaak Gabriëls, politico belga (n. 1943)
- 8 aprile - Peter Higgs, fisico britannico (n. 1929)
- 8 aprile - Johnny Macknowski, cestista statunitense (n. 1923)
- 8 aprile - Victor Riley, giocatore di football americano statunitense (n. 1974)
- 8 aprile - Christiane Scrivener, politica francese (n. 1925)
- 9 aprile - Vladimir Viktorovič Aksënov, cosmonauta sovietico (n. 1935)
- 9 aprile - Eckart Dux, attore e doppiatore tedesco (n. 1926)
- 9 aprile - Paola Gassman, attrice italiana (n. 1945)
- 9 aprile - Antonio La Penna, latinista, filologo classico e aforista italiano (n. 1925)
- 9 aprile - Gianni Meccia, cantautore, paroliere e compositore italiano (n. 1931)
- 9 aprile - Dave Mehmet, calciatore inglese (n. 1960)
- 9 aprile - Paolo Pininfarina, imprenditore italiano (n. 1958)
- 9 aprile - Terto, calciatore brasiliano (n. 1946)
- 9 aprile - Jaime de Armiñán, regista, sceneggiatore e drammaturgo spagnolo (n. 1927)
- 10 aprile - Mister Cee, disc jockey, conduttore radiofonico e produttore discografico statunitense (n. 1966)
- 10 aprile - David L. Goodstein, fisico statunitense (n. 1939)
- 10 aprile - Trina Robbins, fumettista statunitense (n. 1938)
- 10 aprile - Richard Rosser, politico e sindacalista britannico (n. 1944)
- 10 aprile - O. J. Simpson, giocatore di football americano e attore statunitense (n. 1947)
- 11 aprile - Bernard Baudoux, schermidore francese (n. 1928)
- 11 aprile - Anton Flešár, calciatore cecoslovacco (n. 1944)
- 11 aprile - Anna-Greta Leijon, politica svedese (n. 1939)
- 11 aprile - Yasuo Muramatsu, doppiatore giapponese (n. 1933)
- 11 aprile - Park Bo-ram, cantante sudcoreana (n. 1994)
- 11 aprile - Akebono Tarō, lottatore di sumo, artista marziale misto e wrestler statunitense (n. 1969)
- 11 aprile - Shigeharu Ueki, calciatore e allenatore di calcio giapponese (n. 1954)
- 11 aprile - Lorena Velázquez, attrice messicana (n. 1939)
- 12 aprile - Giorgio Azzolini, contrabbassista e compositore italiano (n. 1928)
- 12 aprile - Roberto Cavalli, stilista italiano (n. 1940)
- 12 aprile - Rubén Douglas, cestista statunitense (n. 1979)
- 12 aprile - Olga Fikotová, discobola e cestista cecoslovacca (n. 1932)
- 12 aprile - Joseph Reynders, nuotatore e pallanuotista belga (n. 1929)
- 13 aprile - Giuseppe Caranci, politico italiano (n. 1925)
- 13 aprile - Joanna Dworakowska, scacchista polacca (n. 1978)
- 13 aprile - Austin Murphy, politico statunitense (n. 1927)
- 13 aprile - Mario Rosario Occorsio, matematico e scrittore italiano (n. 1932)
- 13 aprile - Maria Pacini Fazzi, editrice italiana (n. 1930)
- 13 aprile - Lorenzo Palomo, direttore d'orchestra, compositore e pianista spagnolo (n. 1938)
- 13 aprile - Faith Ringgold, pittrice e scultrice statunitense (n. 1930)
- 13 aprile - Ângelo Victoriano, cestista e allenatore di pallacanestro angolano (n. 1968)
- 14 aprile - Crandell Addington, giocatore di poker, imprenditore e dirigente d'azienda statunitense (n. 1938)
- 14 aprile - Trixie Gardner, politica australiana (n. 1927)
- 14 aprile - Zbigniew Mikołejko, storico delle religioni e saggista polacco (n. 1951)
- 14 aprile - Ahmed Nekkar, scrittore, traduttore e musicista algerino (n. 1955)
- 14 aprile - Luciano Sušanj, mezzofondista, velocista e dirigente sportivo jugoslavo (n. 1948)
- 14 aprile - Doru-Viorel Ursu, politico, magistrato e avvocato rumeno (n. 1953)
- 15 aprile - Adriano Aprà, critico cinematografico, attore e saggista italiano (n. 1940)
- 15 aprile - Roberto Battelli, politico sloveno (n. 1954)
- 15 aprile - Joseph Boum, calciatore camerunese (n. 1989)
- 15 aprile - Mouncif El Haddaoui, calciatore marocchino (n. 1964)
- 15 aprile - Frederick Mario Fales, assiriologo e orientalista italiano (n. 1946)
- 15 aprile - Whitey Herzog, giocatore di baseball e allenatore di baseball statunitense (n. 1931)
- 15 aprile - Bernd Hölzenbein, calciatore tedesco occidentale (n. 1946)
- 15 aprile - Josip Manolić, politico croato (n. 1920)
- 15 aprile - Pedro Rubiano Sáenz, cardinale e arcivescovo cattolico colombiano (n. 1932)
- 16 aprile - Vladimir Andreev, marciatore russo (n. 1966)
- 16 aprile - Franco Facchini, scrittore e poeta italiano (n. 1951)
- 16 aprile - Rodney Gould, pilota motociclistico britannico (n. 1943)
- 16 aprile - Bob Graham, politico statunitense (n. 1936)
- 16 aprile - Bob Kloppenburg, allenatore di pallacanestro statunitense (n. 1927)
- 16 aprile - Giuseppe Santonico, calciatore italiano (n. 1944)
- 17 aprile - Per Henriksen, calciatore norvegese (n. 1952)
- 17 aprile - Giuseppe Leone, fotografo italiano (n. 1936)
- 17 aprile - Mario Vivani, calciatore e allenatore di calcio italiano (n. 1949)
- 18 aprile - Dickey Betts, chitarrista statunitense (n. 1943)
- 18 aprile - Jack Green, musicista e cantautore britannico (n. 1951)
- 18 aprile - Mandisa, cantante statunitense (n. 1976)
- 18 aprile - Keiko Yamamoto, doppiatrice giapponese (n. 1943)
- 19 aprile - Daniel Dennett, filosofo e logico statunitense (n. 1942)
- 19 aprile - Muhammad Ahmed Faris, cosmonauta e politico siriano (n. 1951)
- 19 aprile - Claes Fellbom, regista, sceneggiatore e compositore svedese (n. 1943)
- 19 aprile - Giovanna Grignaffini, politica, storica del cinema e filosofa italiana (n. 1949)
- 19 aprile - Leighton James, calciatore e allenatore di calcio gallese (n. 1953)
- 19 aprile - Siegfried Kirschen, arbitro di calcio tedesco (n. 1943)
- 19 aprile - Alex McMillan, politico statunitense (n. 1932)
- 19 aprile - Marcos Rivas, calciatore messicano (n. 1947)
- 19 aprile - Michele Stefani, allenatore di sci alpino, sciatore alpino e dirigente sportivo italiano (n. 1948)
- 20 aprile - Ángel Aranda, attore spagnolo (n. 1934)
- 20 aprile - Enrico Buemi, politico italiano (n. 1947)
- 20 aprile - Antonio Cantafora, attore italiano (n. 1944)
- 20 aprile - Marco Ciatti, storico dell'arte e funzionario italiano (n. 1955)
- 20 aprile - Andrew Davis, direttore d'orchestra britannico (n. 1944)
- 20 aprile - Roman Gabriel, giocatore di football americano statunitense (n. 1940)
- 20 aprile - Gediminas Kirkilas, politico lituano (n. 1951)
- 20 aprile - Doreen Massey, politica britannica (n. 1938)
- 20 aprile - Jan Ørke, calciatore norvegese (n. 1931)
- 20 aprile - Italo Ormanni, magistrato e avvocato italiano (n. 1936)
- 20 aprile - David Pryor, politico statunitense (n. 1934)
- 20 aprile - Pauli Siitonen, fondista finlandese (n. 1938)
- 20 aprile - György Tatár, calciatore ungherese (n. 1952)
- 21 aprile - Ana Estrada, psicologa, attivista e blogger peruviana (n. 1976)
- 21 aprile - Haim Levin, calciatore israeliano (n. 1937)
- 21 aprile - Jerome Rothenberg, poeta, traduttore e blogger statunitense (n. 1931)
- 21 aprile - Jerry Tennant, bobbista statunitense (n. 1938)
- 22 aprile - Elio Andriuoli, poeta, critico letterario e insegnante italiano (n. 1932)
- 22 aprile - Charlie Hurley, calciatore e allenatore di calcio irlandese (n. 1936)
- 22 aprile - Philippe Laudenbach, attore francese (n. 1936)
- 22 aprile - Brian Tobin, tennista e dirigente sportivo australiano (n. 1930)
- 22 aprile - Francesco Vaccarone, pittore, scultore e incisore italiano (n. 1940)
- 22 aprile - Michael Verhoeven, regista e sceneggiatore tedesco (n. 1938)
- 23 aprile - Thomas George Baker, calciatore gallese (n. 1936)
- 23 aprile - Frank Field, politico britannico (n. 1942)
- 23 aprile - Andrzej Jarosik, calciatore polacco (n. 1944)
- 23 aprile - Yukio Kasaya, saltatore con gli sci giapponese (n. 1943)
- 23 aprile - Francisco Rodríguez, pugile venezuelano (n. 1945)
- 23 aprile - Helen Vendler, critica letteraria e anglista statunitense (n. 1933)
- 24 aprile - Margaret Lee, attrice e showgirl britannica (n. 1943)
- 24 aprile - Marcello Motto, cestista italiano (n. 1936)
- 24 aprile - Donald Payne, Jr., politico statunitense (n. 1958)
- 24 aprile - Michael Pinder, musicista, tastierista e cantante britannico (n. 1941)
- 24 aprile - Wolfgang Schüler, calciatore tedesco (n. 1958)
- 25 aprile - Marla Adams, attrice statunitense (n. 1938)
- 25 aprile - Antonio Alvano, politico italiano (n. 1939)
- 25 aprile - Ferenc András, regista e sceneggiatore ungherese (n. 1942)
- 25 aprile - Laurent Cantet, regista e sceneggiatore francese (n. 1961)
- 25 aprile - Gian Piero De Caroli, pittore e progettista italiano (n. 1934)
- 25 aprile - Vera Pescarolo, attrice, sceneggiatrice e produttrice cinematografica italiana (n. 1930)
- 26 aprile - Peter William Ingham, vescovo cattolico australiano (n. 1941)
- 27 aprile - Boudewijn de Geer, calciatore olandese (n. 1955)
- 27 aprile - Louiselle, cantante italiana (n. 1946)
- 27 aprile - Francisco Rico, critico letterario e ispanista spagnolo (n. 1942)
- 27 aprile - C. J. Sansom, scrittore britannico (n. 1952)
- 28 aprile - William Calley, militare e criminale di guerra statunitense (n. 1943)
- 28 aprile - Jörg Hengstler, attore e doppiatore tedesco (n. 1956)
- 28 aprile - Brian McCardie, attore britannico (n. 1965)
- 28 aprile - Gilberto Noletti, calciatore italiano (n. 1941)
- 28 aprile - Zack Norman, attore, produttore cinematografico e regista statunitense (n. 1940)
- 28 aprile - Alan Scarfe, attore e scrittore canadese (n. 1946)
- 28 aprile - Andrej Vladimirovič Tropillo, tecnico del suono, musicista e produttore discografico sovietico (n. 1951)
- 28 aprile - Daniel Zirilli, regista e produttore cinematografico statunitense (n. 1965)
- 29 aprile - Mychajlo Fomenko, calciatore e allenatore di calcio sovietico (n. 1948)
- 29 aprile - Jean-Pierre Giudicelli, pentatleta francese (n. 1943)
- 29 aprile - Rudolf Kölbl, calciatore tedesco (n. 1937)
- 29 aprile - Andrew Stunell, politico britannico (n. 1942)
- 30 aprile - Paul Auster, scrittore, saggista e poeta statunitense (n. 1947)
- 30 aprile - Renato De Fusco, architetto, designer e teorico dell'architettura italiano (n. 1929)
- 30 aprile - Duane Eddy, musicista e chitarrista statunitense (n. 1938)
- 30 aprile - Pino Pinelli, pittore italiano (n. 1938)
- 30 aprile - Mario Scarpa, calciatore italiano (n. 1949)
- 30 aprile - Stefano Stefani, politico e imprenditore italiano (n. 1938)
- 30 aprile - Uyunqimg, politica cinese (n. 1942)
- 30 aprile - Fabrizio Zardini, fondista e sciatore alpino italiano (n. 1967)